# کوئینسی تروپ
کوئینسی تروپ (انگلیسی: Quincy Troupe؛ زادهٔ ۲۲ ژوئیهٔ ۱۹۳۹) یک شاعر، نویسنده، روزنامه‌نگار و سردبیر اهل ایالات متحده آمریکا است، او استاد بازنشسته دانشگاه سن‌دیگو، کالیفرنیااست. وی در لا هولا، کالیفرنیا ساکن است. کوئینسی تروپ بهترین نویسنده بیوگرافی مایلز دیویس، نوازنده جاز شناخته شده‌است.

## زندگی‌نامه
او پسر کوئینسی تروپپ، بازیکن مشهور بیسبال است (او در حالی که در مکزیکو بازی می‌کرد، یک "P" به نام خانوادگی خود اضافه کرد تا با تلفظ زبان اسپانیایی "Trou-pay" همخوان شود). کوئینسی توماس تروپه جونیور از دوران خاطرات نوجوانی در سال ۱۹۵۵، به یاد می‌آورد، اولین آهنگ مایلز دیویس را که در یک ناحیه ماهیگیری در سنت لوئیس، میزوری، ساخت و به ثبت رساند،